# Clash Royale
Clash Royale – gra strategiczna oparta na systemie płatności free-to-play, stworzona przez studio Supercell. Została wydana 2 marca 2016 na platformach iOS i Android.

## Rozgrywka
Gracz wciela się w króla, który rządzi swoim królestwem. Główna część rozgrywki skupia się na pojedynkach pomiędzy graczami w czasie rzeczywistym. Celem gry jest zniszczenie zamku wroga i obrona własnego. Podczas walk można korzystać z talii ośmiu kart wybieranych przed pojedynkiem. Użycie karty skutkuje stworzeniem nowych jednostek, budowli lub rzuceniem czaru. W grze istnieje sklep, w którym można kupować szmaragdy (ang. gems) za prawdziwe pieniądze. Istnieje możliwość tworzenia klanów, których członkowie mogą wymieniać się swoimi kartami. Można prowadzić też wojny z innymi klanami.

## Odbiór
Średnia ocen na agregatorze Metacritic wynosi 86 na 100 z dwunastu recenzji. Eli Hodapp w swojej recenzji wystawił grze maksymalną notę polecając ją wszystkim graczom, nawet tym którzy nie lubią modelu płatności free-to-play. Według danych z 2016 roku, gra została ściągnięta ponad 19 mln razy i przyniosła przychód w wysokości 277 mln dolarów.